# Encuentro cósmico
Encuentro cósmico es una escultura, que pesa 2 toneladas de acero anodizado y mide 3 por 10 por 9 metros, realizada por Carmen Wenzel, para celebrar el 37.º aniversario de la Universidad de las Américas de Puebla (UDLAP).
La obra está inspirada en la silueta de los volcanes Popocatépetl e Iztaccíhuatl. Fue inaugurada el 12 de octubre de 1977 y Wenzel recuerda que “ese día hace 38 años fue una coincidencia muy extraña, porque hubo un eclipse total de sol”.
Fue colocada en la entrada de la institución y con esto la colocaba en una línea (imaginaria) que forman las pirámides de Tzintzuntzan, Calixtlahuaca, Cholula La Venta y Uaxtun, años después fue trasladada en el patio central del edificio de Ingenierías.
"La escultura de Wenzel hace alusión al rencuentro del hombre con el cosmos, es decir, percibir al ser humano en el conjunto de elementos ordenados que se encuentran bajo las leyes de la naturaleza. El individuo no es un elemento solo de lo que existe a su alrededor, es un “todo” con aquello que le rodea".